# Короп
Ко́роп (укр. Ко́роп) — посёлок в Новгород-Северском районе Черниговской области Украины, административный центр Коропской поселковой общины. До 17 июля 2020 года был административным центром Коропского района.

## География
Райцентр к востоку от областного центра Чернигов. Севернее протекает река Вытвь с озером Вить — гидрологический памятник природы местного значения Озеро Вить. Также в Коропе есть множество озёр, например, Карповка, Коноплянка, Панское, Став.

## История
На окраине Коропа обнаружена стоянка и поселение «Короп-3» периода мезолита-бронзы (8—2 тыс. до н. э.), поселение неолита (5 тыс. до н. э.), бронзы (2 тыс. до н. э.), славянские поселения (III—V вв.), периода Киевской Руси (X—XIII вв.)
С 1659 года — сотенный городок Нежинского полка. Коропская сотня непосредственно подлежала гетману. С 1718 в Коропе размещалась артиллерия («военная арматура»). С 1718 Короп принадлежал Ивану Скоропадскому, с 1727 года — снова стал артиллерийской базой.
В первой половине XVIII века Короп получил магдебургское право. Считался одним из центров кожевенного производства на Черниговщине, известен гончарными изделиями.
С 1781 года — уездный город в составе Кролевецкого уезда Новгород-Северского наместничества, с 1796 — Малороссийской губернии, с 1802 года — Черниговской губернии, волостной центр.
В 1782 году утверждён герб Коропа. В составе казачьих формирований жители Коропа активно участвовали в Отечественной войне 1812 года.
В 1764 построена каменная Вознесенская церковь (при ней школа, госпиталь), 1790 — Преображенская и 1837 — Михайловская церковь. В конце XIX в. построены Феодосиевская и Успенская церковь. На конце XVIII века в Коропе было три деревянных храма: Троицкий собор (1716 г.), Воздвиженская (1797 г.) и Покровская (1799 г.) церкви.
В 1859 открыты больница, двухклассное приходское училище, частная женская школа.
В 1894 году Короп был известен как торгово-ремесленный центр. В это время численность населения составляла 5 380 человек, здесь насчитывалось 908 домов, действовали две церковно-приходские школы, начальная школа и 4 ярмарки с оборотом 150 тыс. рублей.
Во время революции 1905—1907 годов в Коропе произошли волнения крестьян и ремесленников. В 1913 в Коропе действовало 5 кирпичных, 2 крахмальных завода, мельница, крупорушка. Действовали министерское училище, земская школа, частная женская гимназия, библиотека.
В конце декабря 1917 года здесь была установлена Советская власть.
В начале Великой Отечественной войны население Коропа приняло активное участие в строительстве оборонительных сооружений на левом берегу Десны близ железнодорожной станции Дочь, многие из них вступили в ряды народного ополчения. В 1941 году город был оккупирован наступавшими немецкими войсками. 4 сентября 1943 года — освобождён советскими войсками.
В соответствии с четвёртым пятилетним планом восстановления и развития народного хозяйства СССР поселение было восстановлено. По состоянию на начало 1953 года здесь действовали несколько предприятий местной промышленности, средняя школа, семилетняя школа, Дом культуры и библиотека.
В январе 1959 года население составляло 4 915 человек.
В 1973 году здесь действовали сыродельный завод, пищекомбинат и дом-музей Н. И. Кибальчича.
В 1981 году численность населения составляла 5,5 тыс. человек, здесь действовали льнозавод, комбикормовый завод, завод продтоваров, сыродельный завод, промкомбинат, межколхозная строительная организация, райсельхозтехника, комбинат бытового обслуживания, две общеобразовательные школы, музыкальная школа, больница, Дом культуры, кинотеатр, 10 библиотек и мемориальный музей Н. И. Кибальчича.
В январе 1989 года численность населения составляла 5 745 человек.
В 1994 году Коропский сырзавод был приватизирован.
В июле 1995 года Кабинет министров Украины утвердил решение о приватизации в 1995 году завода продтоваров, в октябре 1995 года — о приватизации льнозавода.
По состоянию на 1 января 2013 года численность населения составляла 5486 человек.
По состоянию на 1 января 2024 года численность населения составляла 4735 человек.

## Транспорт
Посёлок расположен в 3 км от пристани Мальцево (не функционирует) на реке Десна, в 26 км от станции Алтыновка на линии Брянск — Конотоп и в 21 км от автодороги Киев — Москва.

## Памятники археологии, архитектуры, истории, монументального искусства
Памятники архитектуры:
1. Вознесенская церковь — национального значения
2. Ильинская церковь — национального значения

Памятники истории:
1. Дом, где родился Н. И. Кибальчич — национального значения
2. Дом бывшего Коропского волостного исполкома
3. Дом купца Богдана или Дом, где в 1919 году размещался Коропский ревком
4. мемориальный комплекс — Братская могила советских воинов, расстрелянных фашистами в 1941 году, мирных жителей, замученных оккупантами в 1941 году, советских воинов, которые погибли в сентябре 1943 года и памятный знак воинам-земляками, которые погибли на фронтах Великой Отечественной войны 1941—1945 годы
5. Братская могила 180 мирных жителей, расстрелянных фашистами в 1942 году
6. Братская могила 7 советских активистов, которые погибли в конце 1920-х — начале 1930-х годов
7. Братская могила около 29 советских воинов, умерших в военном госпитале и погибшие при освобождении посёлка в сентябре 1943 года
8. Две единичные могилы неизвестных советских воинов, которые погибли при освобождении посёлка в сентябре 1943 года
9. Памятный знак воинам-освободителям, которые погибли в годы Великой Отечественной войны
10. Памятный знак воинам-интернационалистам
11. Могила старшины П. О. Шаруды, который погиб при освобождении посёлка в сентябре 1943 года
12. Могила защитника Украины И. В. Шкляра

Памятники монументального искусства:
1. Памятник Героям Чернобыля
2. Памятник Н. И. Кибальчичу
3. Памятник В. И. Ленину — демонтирован, снят с государственного учёта

Памятники археологии: комплекс памятников Средневековый город Короп (включает Крепость и Посад), поселения Короп-1, Короп-2, Короп-3 (пристань Мальцева), Короп-4, Короп-5, Короп-6, Короп-7 (Круглик), Короп-8.

## Известные уроженцы
- Головачевский, Кирилл Иванович (1735—1823) — русский художник, график.
- Демьян Многогрешный (1631—1703) — гетман Левобережной Украины (1668—1672).
- Киба́льчич Никола́й Ива́нович (1853—1881) (см. Дом, где родился) — русский революционер, народоволец, изобретатель, дальний родственник Виктора Сержа.
- Корабельников, Григорий Маркович (1904—?) — российский литературный критик, литературовед.
- Мойсак, Иван Ефимович (1900—1973) — советский химик-технолог.
- Руденко, Сергей Игнатьевич (1904—1990) — советский военачальник, маршал авиации, Герой Советского Союза.
- Тихон (Якубовский) (1721—1786) — епископ Русской православной церкви, епископ Суздальский и Юрьевский (1775—1786), Воронежский и Елецкий (1767—1775), Севский и Брянский (1764—1767).